# Euphorbia lancasteriana
Euphorbia lancasteriana es una especie de fanerógama perteneciente a la familia de las euforbiáceas.  Es originaria de China.

## Taxonomía
Euphorbia lancasteriana fue descrita por Alan Radcliffe-Smith y publicado en Kew Bulletin 54(1): 227–228, f. 1. 1999.
Etimología
Euphorbia: nombre genérico que deriva del médico griego del rey Juba II de Mauritania (52 a 50 a. C. - 23), Euphorbus, en su honor – o en alusión a su gran vientre –  ya que usaba médicamente Euphorbia resinifera. En 1753 Carlos Linneo asignó el nombre a todo el género.
lancasteriana: epíteto otorgado en honor del botánico y horticultor inglés Charles Roy Lancaster (1937 - ), quien realizó numerosas recolecciones florísticas, entre ellas, una en China donde descubrió el holotipo.